# Jamey Aebersold
Jamey Aebersold (Wilton Jameson Aebersold, * 21. Juli 1939 in New Albany/Indiana) ist ein US-amerikanischer Jazz-Saxophonist, der vor allem als Jazzpädagoge hervorgetreten ist.

## Leben und Wirken
Aebersold studierte bis 1962 an der Indiana University (M.A. als Saxophonist). Er spielte Aufnahmen als Altsaxophonist, Bassist und Pianist ein und betrieb ein eigenes Plattenlabel. International bekannt wurde er vor allem als Lehrer. Insbesondere seine seit 1967 entstandene Serie von „Play-A-Long“-Lehrheften, die mit einem dazugehörigen Tonträger gekoppelt sind, gelten im Bereich des Mainstream-Jazz international als wichtiges Medium in der Jazz-Pädagogik. Er publizierte eine Serie von mehr als einhundert Unterrichtsheften und -CDs zur Improvisation, die einerseits bekannte und wichtige Standards des Jazz enthalten, andererseits aber auch ausschließlich einzelnen Jazzmusikern und deren Originalkompositionen gewidmet sind. Ferner gibt es einige Bände, die sich nur der Musiktheorie widmen (Skalenlehre, Dur & Moll, 2-5-1-Verbindungen, ungerade Taktarten, alle mit Zuspielcombo). Eine Besonderheit der produzierten Titel ist, dass Bass und Klavier ausschließlich auf einem Kanal aufgenommen wurden, während das Schlagzeug in der Mitte klingt, so dass sich Bassisten und Pianisten ihr eigenes Instrument mittels Panoramaregler stumm drehen können. Die Aufnahmen enthalten keine Vollversionen mit Solomelodie, sondern ausschließlich die Begleitung zur Melodie, die in den wichtigsten für den Jazz benötigten Transpositionen abgedruckt ist (also für B, Es sowie klingend im Violin- und Bassschlüssel).
Seit mehr als dreißig Jahren veranstaltet Aebersold seine Aebersold Summer Jazz Workshops, die u. a. in Australien, Neuseeland, Deutschland, England, Schottland, Dänemark und Kanada stattfanden. Außerdem unterrichtet er Improvisation an der University of Louisville.
1989 wurde Aebersold in die Association of Jazz Educators Hall of Fame aufgenommen und erhielt 1992 einen Ehrendoktortitel der Indiana University. 2014 erhielt er mit der NEA Jazz Masters Fellowship die höchste amerikanische Auszeichnung für Jazzmusiker.